# Siaosi Sovaleni

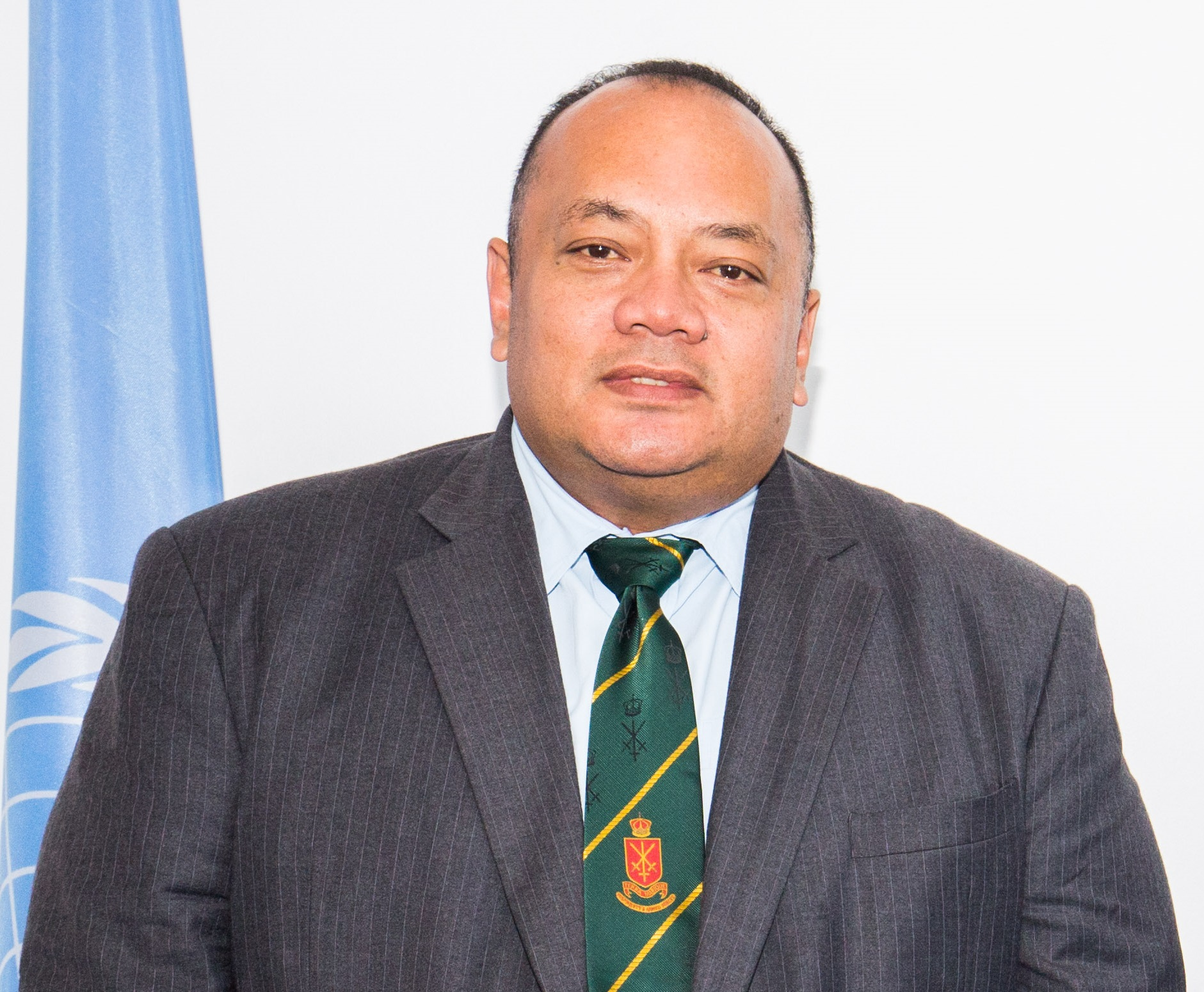
Siaosi Sovaleni (2017)

Siaosi 'Ofakivahafolau Sovaleni (* 28. Februar 1970 in Ngele'ia, Tonga) ist ein tongaischer Politiker, Kabinettsminister und Mitglied der Legislativversammlung von Tonga (Fale Alea) und war von Dezember 2021 bis Dezember 2024 Premierminister seines Heimatlandes. Von 2014 bis 2017 war er stellvertretender Premierminister von Tonga.

## Werdegang
Sovaleni stammt aus Ngele'ia auf Tongas Hauptinsel Tongatapu und ist der Sohn des ehemaligen stellvertretenden Premierministers Langi Kavaliku. Er verbrachte seine Schulzeit in Neuseeland. Er studierte an der University of Auckland in Neuseeland und schloss 1992 mit einem Bachelor of Science in Informatik ab. Anschließend absolvierte er einen Master an der University of Oxford und einen MBA an der University of the South Pacific in Suva, Fidschi. Von 1996 bis 2010 war er im öffentlichen Dienst für das Finanzministerium von Tonga tätig, bevor er für die Pazifische Gemeinschaft und die Asiatische Entwicklungsbank arbeitete. Im Jahr 2013 kehrte er nach Tonga zurück, um als Chief Executive im Ministerium für öffentliche Unternehmen zu arbeiten.
Er wurde 2014 erstmals in die Fale Alea gewählt und wurde zum stellvertretenden Premierminister und Minister für Umwelt und Kommunikation im Kabinett von ʻAkilisi Pōhiva ernannt. Im September 2017 wurde er vom Premierminister wegen Illoyalität entlassen, weil er die Entscheidung von König Tupou VI. unterstützt hatte, den Premierminister zu entlassen, das Parlament aufzulösen und Neuwahlen auszurufen. In der folgenden Wahl wurde er erneut ins Parlament gewählt, als einzige Person, welche nicht der Democratic Party of the Friendly Islands angehörte. Nach dem Tod von ʻAkilisi unterstützte Sovaleni Pōhiva Tuʻiʻonetoa bei der Wahl zum Premierminister. Er wurde dafür in Tuʻiʻonetoas Kabinett zum Minister für Bildung und Ausbildung ernannt.
Bei den Wahlen 2021 wurde er wiedergewählt und erhielt die höchste Stimmenzahl aller Kandidaten für einen Sitz. In den Verhandlungen nach den Wahlen kristallisierte sich heraus, dass er neben ʻAisake Eke einer der beiden Hauptkandidaten für das Amt des Premierministers war. Am 15. Dezember 2021 wurde er mit 16 Stimmen gegen Eke zum Premierminister gewählt. Eke kündigte darauf an, er werde das Wahlergebnis vor Gericht anfechten.
Sovaleni trat im Dezember 2024 zurück, um einem Misstrauensvotum im Parlament zuvorzukommen.